# Мцхетская и Тбилисская епархия
Мцхетская и Тбилисская епархия (груз. მცხეთა-თბილისის ეპარქია) — епархия Грузинской православной церкви на территории Тбилиси, Мцхеты и части Мцхетского муниципалитета (кроме Цилкани, Мухрани и Сагурамо).
После восстановления автокефалии Грузинской православной церкви в 1917 году, по решению от 20 июля 1920 года второго собора Грузинской церкви были объединены Мцхетская и Тбилисская епархия. На востоке епархия граничит с Саджареджской и Велисцихской, на западе Самтависской и Горийской, на юге с Манглисской и Цалксой, а также с Руставской и Марнеульской.
Правящий архиерей — Католикос-Патриарх всея Грузии, архиепископ Мцхетский и Тбилисский Илия II (c 23 декабря 1977).

## История

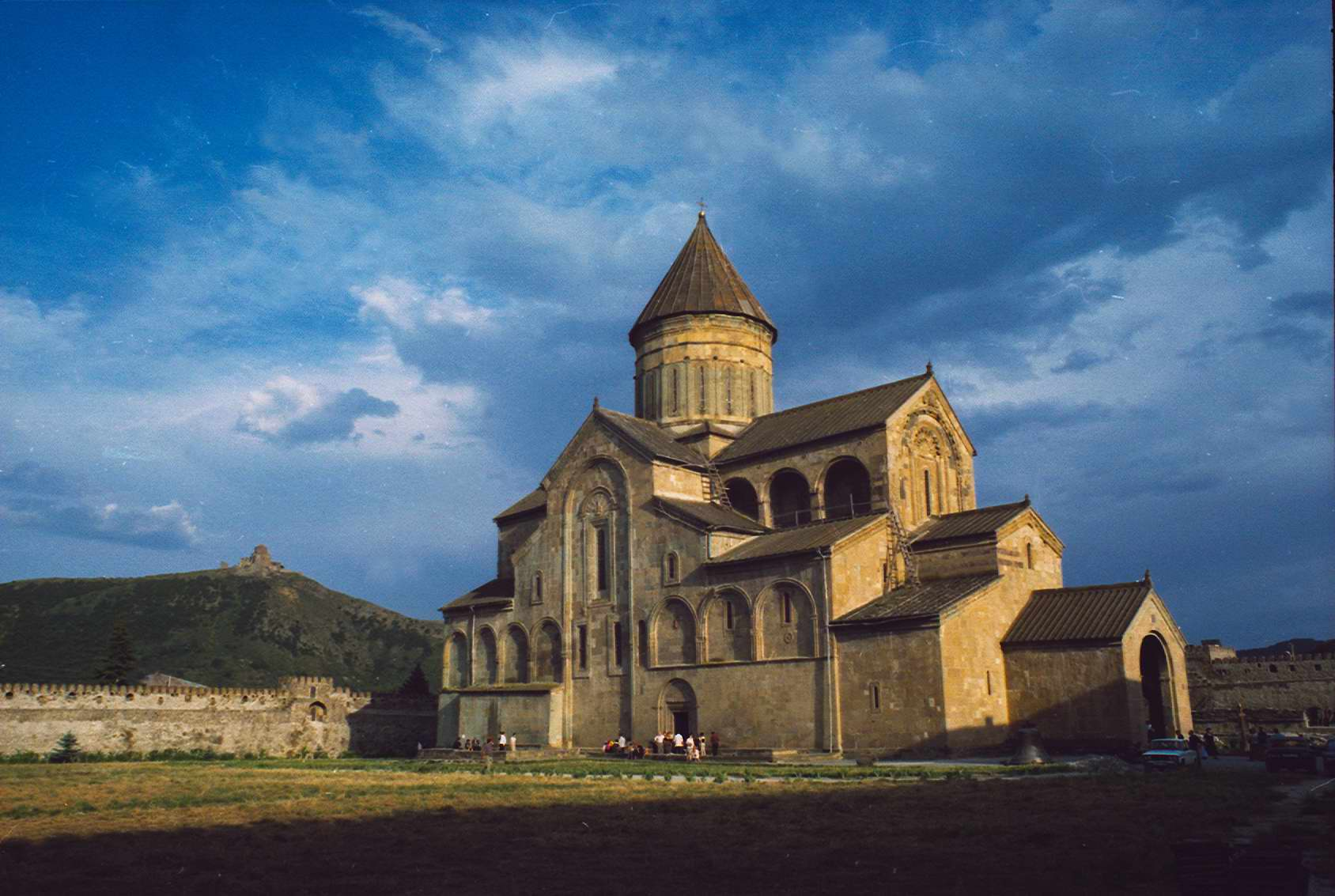
Светицховели — животворный столп — кафедральный патриарший собор в Мцхете.

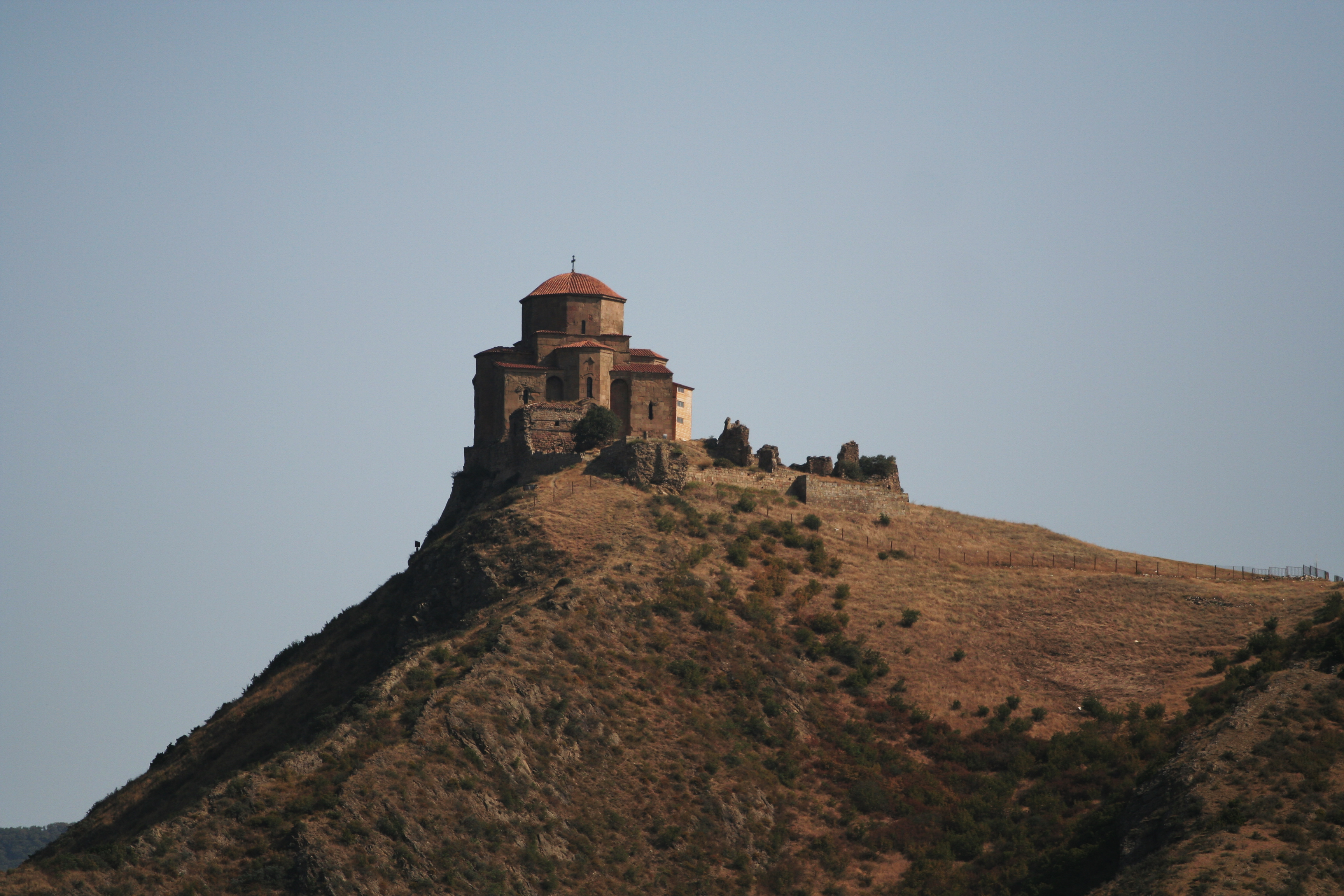
Храм Джвари

Издревле центром христианства в Грузии была Мцхета-Тбилисская епархия. Влияние Тбилисской и Мцхетской епархии на жизнь грузинской церкви было столь огромным, что часто в иностранных письмах грузинскую церковь называли «Мцхетским престолом» и «Мцхетской церковью». В первый период становления грузинской церкви, до реформ Вахтанга Горгасали и становления института католикоса, Мцхетой управлял епископ.
Во второй половине V века, во время правления Вахтанга Горгасали, до становления института католикоса, в грузинской церкви было много епископов, поэтому первейшего звали архиепископом. Кафедра архиепископа находилась в столице — во Мцхете. Во второй половине правления Вахтанга Горгасали, была проведена реформа церкви — был создан институт католикоса и 12 епархий.
Несмотря на географическую близость, епархии не были равны в своих правах. Изначально, вместе с переносом столицы в Тбилиси, увеличилась роль Тбилисской епархии, однако из-за ряда факторов Тбилисский епископ не сумел сохранить свою позицию. В произведении XIII века «Гангеба Дарбозобиса» (груз. განგება  დარბაზობისა), Мцхетский епископ упомянут на 4-м месте, а Тбилисский на 29-м.
После уничтожения грузинской автокефалии, и Мцхетская, и Тбилисская епархии стали частью Российского экзархата.
В сентябре 1917 года на первом церковном соборе после восстановления автокефалии были приняты принципы управления церковью. На первом этапе было создано 13 епархий. Среди них на первом и втором месте упоминаются Тбилисская и Мцхетская епархии.
По решению от 20 июля 1920 года были объединены Мцхетская и Тбилисская епархии, и католикос патриарх Грузии стал предстоятелем объединенной Мцхетско-Тбилисской епархии.

## Архиепископы Мцхетские и Тбилисские (с 1918 года)

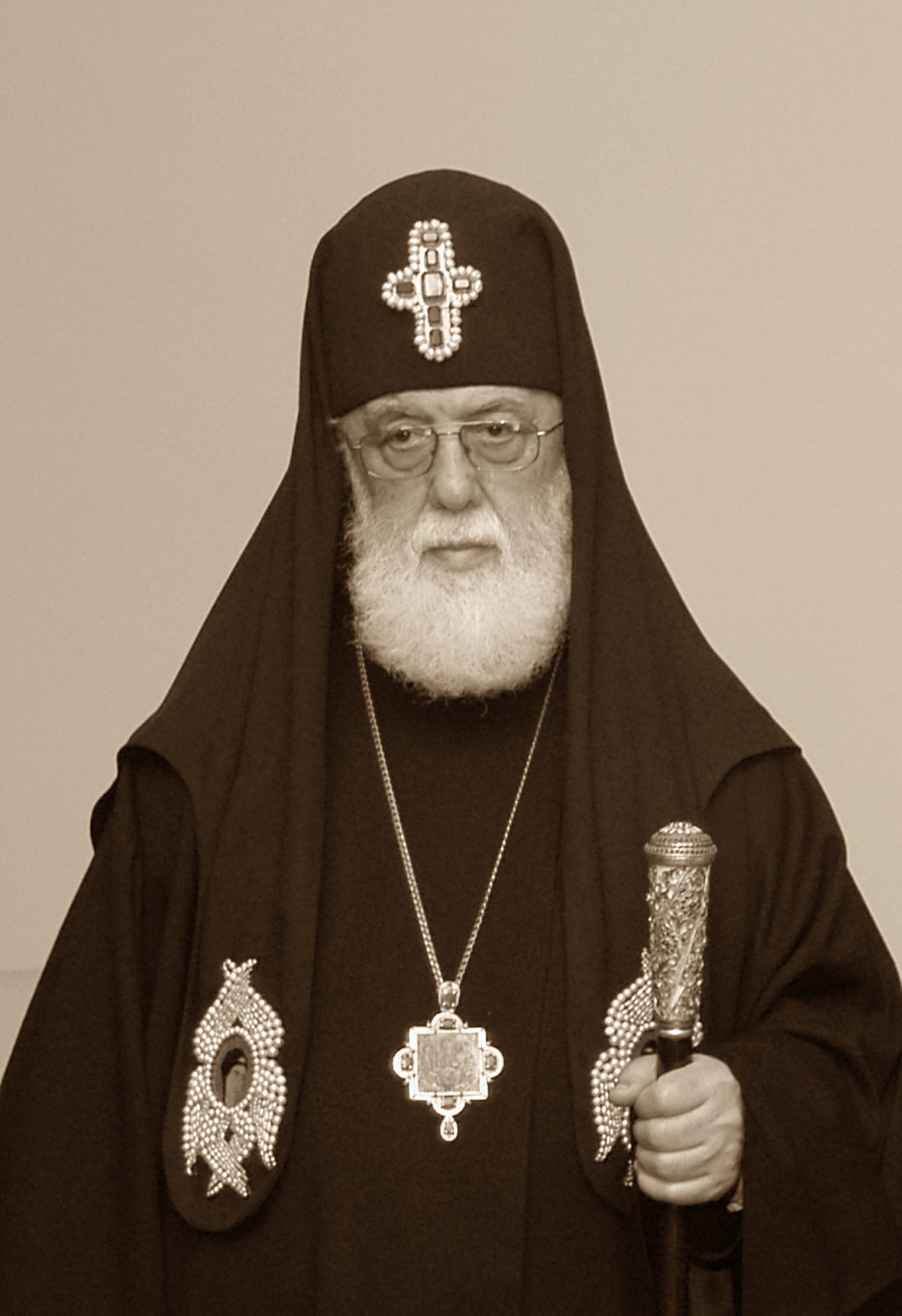
Управляющий епархией — Католикос-Патриарх всея Грузии Илия II

- Кирион (Садзаглишвили) (1 октября 1917 — 26 июня 1918)
- Леонид (Окропиридзе) (28 ноября 1918 — 11 июня 1921)
- Амвросий (Хелая) (14 октября 1921 — 29 марта 1927)
- Христофор (Цицкишвили) (21 июня 1927 — 10 января 1932)
- Каллистрат (Цинцадзе) (21 июня 1932 — 3 февраля 1952)
- Мелхиседек (Пхаладзе) (5 апреля 1952 — 10 января 1960)
- Ефрем (Сидамонидзе) (21 февраля 1960 — 7 апреля 1972)
- Давид (Девдариани) (1 июля 1972 — 9 ноября 1977)
- Илия (Шиолашвили) (с 23 декабря 1977 года)